# Dahomey
Kungariket Dahomey eller Abomey var ett historisk västafrikanska kungadöme låg i nuvarande Benin mellan cirka år 1600 till år 1904, med huvudstad i Abomey. Riket var en regional stormakt under 1700-talet, då det deltog i triangelhandeln med Europa. Det uppgick 1904 i Franska Dahomey.

## Historik
De första kända invånarna i södra delen av landet anses ha varit de fou-talande folk som på 1100-talet grundade ett kungarike där.  
Rikets storhetstid inleddes med erövringen av en angränsande stams område år 1645. Hövdingen där hette Dan (eller Da), och det är från det namnet som rikets namn kan härleds. Därefter följde flera erövringar av kringliggande, mindre kungadömen. Dahomey har gått till historien inte minst för sin omfattande slavhandel med europeiska besökare.
År 1900 upplöstes riket av kolonialmakten Frankrike, som sedan tidigare avsatt och landsförvisat kung Gbehanzin och satt in en egen marionettregent.
År 1975, 15 år efter självständigheten 1960, ändrades landets namn till Benin.

## Regentlängd[2]
- Ganye Hessu (1600–1620)
- Dako Donu (1620–1645)
- Houegbadja (1645–1685)
- Akaba (1685–1708)
- Agadja (1708–1732)
- Tegbessu (1732–1774)
- Kpingla (1774–1789)
- Agonglo (1789–1797)
- Adandozan (1797–1818)
- Guezo (1818–1858)
- Glele (1858–1889)
- Gbehanzin (1889–1894)
- Agoli Agbo (1894–1900)